# Paul Shaffer
Paul Allen Wood Shaffer (Toronto, 28 november 1949) is een Canadees bandleider, muzikant, componist, acteur, komiek en auteur. Hij leidde tussen 1982 en 2015 het orkest van de door David Letterman gepresenteerde praatprogramma's.

## Carrière
Shaffer begon zijn carrière in 1972 in Toronto als muzikaal leider van de musical Godspell, met daarin rollen voor Victor Garber, Gilda Radner, Martin Short, Eugene Levy, Dave Thomas en Andrea Martin. In 1974 speelde hij piano in de Broadway-musical The Magic Show alvorens van 1975 tot 1980 lid te worden van de huisband van het populaire televisieprogramma Saturday Night Live. Shaffer was ook geregeld te zien in sketches van dit programma.
Shaffer was de muzikaal leider voor John Belushi en Dan Aykroyd tijdens hun optredens en opnames als The Blues Brothers. Hij zou oorspronkelijk ook een rol krijgen in de film The Blues Brothers, maar wegens een onenigheid met Belushi ging dat niet door. In het vervolg, Blues Brothers 2000, kreeg Shaffer wel een rol.
Na Saturday Night Live werd Shaffer de muzikaal leider van David Lettermans praatprogramma's: eerst als leider van "The World's Most Dangerous Band" voor Late Night with David Letterman (1982-1993) op NBC en later als leider van het "CBS Orchestra" voor de Late Show with David Letterman (1993-2015) op CBS.
Naast zijn werk als muzikaal leider in televisieprogramma's schreef Shaffer samen met Paul Jabara de discohit It's Raining Men, dat in 1982 een wereldhit werd voor het duo The Weather Girls.
Shaffer is sinds de oprichting in 1986 als muzikaal leider en producer betrokken bij de introductieceremonie van de Rock and Roll Hall of Fame en vervulde dezelfde rol bij de slotceremonie van de Olympische Zomerspelen in Atlanta in 1996.

## Discografie
- 1989: Coast to Coast
- 1993: The World's Most Dangerous Party
- 2017: Paul Shaffer & The World's Most Dangerous Band (Sire Records)